# Гекатомн
Гекатомн (др.-греч. Ἑκατόμνος), сын Гиссалдома — правитель Карии, исторической области, расположенной на юго-западе Малой Азии. В настоящее время — территория современной Турции.
Родоначальник династии Гекатомнидов, состоящей из его детей, последовательно правивших Карией до прихода Александра Македонского в 334 году до н. э.
В 385 году до н. э. персидский царь Артаксеркс II назначил Гекатомна сатрапом (наместником царя) Карии.
Столицей Карии Гекатомн сделал свой родной город Миласу.
Гекатомн умер в 377 году до н. э. Его преемником стал сын Мавсол.

## Гекатомниды
У Гекатомна было три сына и две дочери:
- Мавсол
- Идрией
- Пиксодар
- Артемисия
- Ада

На старшей дочери, Артемисии, женился старший сын Мавсол. Средний сын Идрией женился на младшей дочери Аде.
| Годы правления (до н. э.) | Имя            |
| ------------------------- | -------------- |
| 385 — 377                 | Гекатомн       |
| 377 — 353                 | Мавсол         |
| 353 — 351                 | Артемисия      |
| 351 — 344                 | Идрией         |
| 344 — 340                 | Ада            |
| 340 — 334                 | Пиксодар       |
| 334 — 334                 | Оронтобат      |
| 334 — 326                 | Ада (повторно) |